# Генчо Митев
Генчо Митев е български учител и художник.

## Биография
Генчо Митев е роден на 18 март 1885 г. в Стара Загора. След като завършва Държавното художествено-индустриално училище в София започва работа като гимназиален учител в Бургас. От 1920 до 1925 г. работи в Ню Йорк като художник в списанието Ladies' Home Journal. Въпреки изгледите да се утвърди в САЩ, Генчо Митев избира пътя на скромен учител по рисуване. Почива през 1971 г. в Бургас..